# Ladislav Medek
Ladislav Medek (?-1915) est un footballeur international bohémien, évoluant au poste d'attaquant de la fin des années 1900 au milieu des années 1910.

## Biographie
Ladislav Medek joue de 1909 à 1914 avec le SK Slavia Prague. International bohémien, il joue le Grand Tournoi européen de l'UIAFA et marque un but contre la France (4-1) avant de gagner le tournoi.